# Gonomyia (Leiponeura) basispinosa
Gonomyia (Leiponeura) basispinosa is een tweevleugelige uit de familie steltmuggen (Limoniidae). De soort komt voor in het Neotropisch gebied.